# 牡蠣
牡蠣，又稱蠔（潮拼：o5）、生蠔（廣東話，台灣）、蚵仔、蚵、海蛎子、蠣黃、蠔白、青蚵、牡蛤、蠣蛤、硴等，泛指所有屬於牡蠣目牡蠣總科的雙殼綱軟體動物。在中医药方中的「牡蛎」，指的是牡蛎壳。

## 習性
牡蠣產於海水或鹹淡水交界處，以食浮游生物為生。《神农本草经》说：“牡蛎有三，皆生于海”。生蚝通常生活在不断浸没的状态，并且非常扁平，壳呈圆形。它们与大多数双壳类动物不同，它们的壳完全由方解石组成，但内部具有由文石成分组成的肌肉疤痕。
牡蠣有幼生和卵生两种，卵生是雌雄同体，幼生則能轉換性別。幼生种在每个个体内表现出交替的性别模式，而卵生种是同时的雌雄同体，根据情况产生雌性或雄性配子。牡蠣生殖腺飽滿後，只要受外界的影響即會開始排卵、放精，像是暴風雨後的鹽分變化、滿潮露出的溫度變化等（滿月的滿潮排卵放精最多）。在水中受精後發育成浮游的擔輪幼蟲，待時機成熟則固著在基質上發育成帶殼的小牡蠣。牡蠣的外套膜隨著個體的成長，持續分泌建築其含有高量鈣質的外殼，保護柔軟的身體。

## 物種
食用牡蛎基本上都是由欧洲牡蛎、美国牡蛎、奥林匹亚牡蛎、太平洋牡蛎和熊本牡蛎这五个品种演化而来。其中太平洋牡蛎占世界养殖牡蛎产量的93.7%，东方牡蛎占5.1%（2003年）。其他著名品種还有法國銅蠔、澳洲石蠔等。新西蘭布拉夫以盛產優質肥美之蠔聞名。泰國蘇叻他尼府境內的達披河Tapi出海口一帶，聚集了三百多處養殖場，成為泰國生蠔的主要來源，占60％。
現時以中國廣東湛江官渡出產“官渡蠔”因味美鲜口，肥大肉滑，细嫩软脆的独特品质最為食家首選。此外，南山牡蛎和“南山荔枝沙井蚝”并称为深圳农产品两大名牌，脂满膏肥，入口鲜嫩爽滑。
粵港澳大灣區江门市台山大廣海灣台山蠔養殖可追溯至西元1545年。 史書記載台山（舊稱新寧縣）養殖蠔最早于镇海湾濕地的周邊海域（出海口），該海域緊鄰南海。其“一大，二肥，三白，四嫩，五脆”這五個特色，自明嘉靖起廣為流傳。
香港流浮山亦以產蠔聞名。
台灣市面上的牡蠣一般屬於葡萄牙牡蠣（Crassostrea angulata）。此種牡蠣其實原產於台灣，推測跟著葡萄牙人的船回到葡萄牙繁殖，但由於最先研究的歐洲人有優先命名權，因此延用至今；國外的牡蠣稱作太平洋牡蠣（Crassostrea gigas），就是一些歐式餐廳放上幾片檸檬，標榜可以生吃牡蠣。葡萄牙牡蠣的極限體長的確沒有太平洋牡蠣大，不過要養到如同市售太平洋牡蠣的體型，其實只是養殖時間長短以及養殖模式(單體)的問題。不過，畢竟生物的成長曲線到了後期是趨於平緩的，如果突然死掉就血本無歸，所以這邊體型的問題就是養殖模式的問題。如果要養大，生長時間勢必拉長，同時進行養殖模式改變，進行單體牡蠣養殖或是三倍體養殖。

## 養殖
牡蛎分布广泛，生长周期短，是中国传统四大养殖贝类之一。早在汉朝就有“插竹养蛎”的记载。

### 養殖业

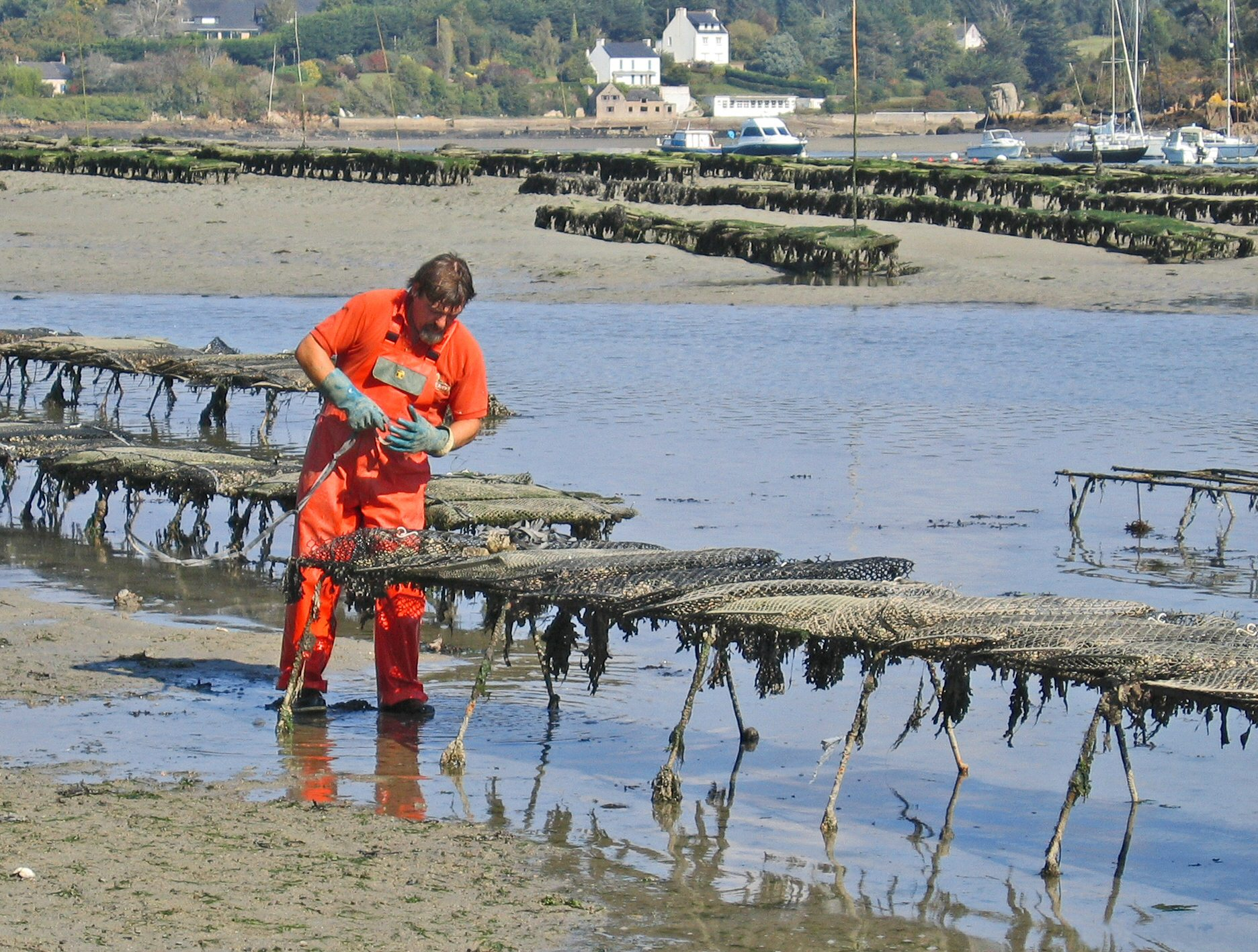
在法国贝隆河上养殖

牡蛎在世界海水养殖业中占有重要地位，全球总产量达600万吨（2018年），产值74.6亿美元。目前世界生产牡蛎的国家与地区中，中国牡蛎产量最大，其次为韩国、日本、美国、法国、泰国、菲律宾、加拿大和澳大利亚。其中，中国牡蛎海水养殖产量在2020年已达542.46万吨，其中福建、广东、山东和广西产量最高，分别占比38.1%、20.7%、17.9%和12.2%。
台湾近年來由於河流汙染嚴重，河口地帶已不適養殖，且蚵民往往占用河口、港口養殖，影響水流及港口船隻進出安全，市府為徹底清除港區及河口蚵架，並輔導漁民改善生活，民國七十一年後，在本市海岸設立養蚵專業區，也就是淺海(外海)浮棚式大面積養殖方式。台南市政府漁業課自七十二年起實施多年「淺海養殖漁業改良與示範」計劃，在本市距離海岸線五百至三千公尺間海域，規劃養殖區，投放魚標(部分裝有標示燈)，維護養殖區，亦保障船筏作業與航行安全。此一養殖方式不但避免汙染，且產量增加。本市近幾年淺海養殖面積成長迅速，幾乎全是外海浮棚養殖牡蠣的結果。

### 台南牡蠣養殖歷史
台湾在1717年已有先民在東石附近以散佈式（撒石塊法、蚵殼散佈法）養殖牡蠣。約於1890年前後塭港村民將菅芒桿（五節芒的莖）在海坪插立之，蚵苗自然附著其上，是為投資養牡蠣之始；進而演化為以竹片（未夾蚵殼）替代菅芒桿，插立於海坪養牡蠣；再演化成以竹片夾蚵殼插竹式牡蠣養殖。1930年代插竹式牡蠣養殖已成為嘉義布袋、東石一帶主要的養殖方式。1931年臺灣總督府水產試驗場已開始進行「簡易垂下式」附著器試驗，但因戰爭影響，並沒推廣。1960年「徛棚」式養殖即開始推廣。1968年嘉義布袋、東石附近的牡蠣養殖戶才積極轉型成固定吊、掛式牡蠣養殖。究其原因主要是其關鍵的蚵串材料―尼龍蚵繩（耐腐蝕、耐曝曬、高強度、好使用且價廉）於1968年才成功推出。

### 台灣牡蠣養殖方法
古代
過去的養牡蠣的方式多和自然有連結灣料存在時，整體的養牡蠣的規模相對小很多，對於自然的影響也較小，多半是利用沿海地帶的淺灘來養牡蠣。
- 蚵殼散播法：是蚵農所說的殼蚵，將收集來的蚵殼散佈在潮間帶的淺攤上，讓蚵苗能夠附著在蚵殼上生長。
- 插竹法：即臺灣蚵農所說的「石仔枝」，就是把竹子劈開後削成數支竹片，竹片寬度約在3公分左右，長度則視「深水地」或「淺水地」而定，然後於竹片上頭以柴刀劈裂，並夾上一個蚵殼凹，最後將其插入土中。
- 撒石塊法：利用此方法養出來的蚵仔又叫做石頭蚵，是將石頭撒在潮間帶讓蚵苗附著在石頭上，並讓牠們生長。
- 堆石法：每隔一段距離，大約15公尺，放置一座石堆，並用石堆來讓蚵苗附著以進行養殖。

现代
現代的養殖方法因自然和人為因素上的變遷，出現了更多有效率的方法，最大的不同是利用了新興材料：尼龍蚵繩，以及過往養殖的河口地區遭到工業發展的汙染，牡蠣養殖需要到水深較深的外海地區，因此發展出非固定式的養殖方法。
- 平掛式：先挑選好較大的蚵殼作為母殼，讓蚵苗可以更好的附著，並鑽孔用尼龍繩將這些蚵殼串起來，大約10~20公分一串，每串大約13個左右，再平掛在蚵架上讓蚵苗附著生長。
- 垂下式：將作為「採苗器」的蚵殼中間打孔，利用塑膠繩將9~12個串成一串，僅留一端的塑膠繩。用空出的塑膠繩來將「蚵串」繫綁在蚵架上，另一端則下垂到海裡，又稱為垂吊式養殖法。一般分為浮棚垂吊的不固定式養殖和在淺灘的固定式垂吊兩種。
- 浮筏式：利用保麗龍的浮力，將其固定在蚵架的四周（必要時蚵架的邊緣中間也要加以固定），好讓蚵架能順利地在海面上。不過為了避免蚵架隨波逐流，導致蚵民血本無歸，蚵農們會在蚵棚四周以鐵錠固定蚵架，也便於蚵民巡視、維護與採收等工作。浮棚式的養殖方法可以讓蚵農在海水更深的地方進行養殖，是大多淺灘地區在經過汙染無法養殖後，進而被大量使用的養殖方法。[8]

### 台南牡蠣養殖导致的環境問題
台南的牡蠣產業是承襲前人的經驗，不斷調整成適合不同海岸類型的養殖方法，成為當地村落賴以維生的重要方式。這樣的生活模式隨著時代變遷，因為自然條件或人為因素不斷的在改變，甚至產生負面影響。
自然環境變化
台南地區的潟湖在多年的颱風、海浪及東北季風的侵襲下，造成沙洲東移流失。沙洲的消失讓潟湖更缺乏對於狂風暴雨的保護，逐漸淤積而填海成陸，造成沿岸蚵田面積逐漸縮小。
為了繼續養牡蠣，各地區蚵農開始改用適合外海養殖的浮棚式工具。雖然台南七股潟湖及沙洲目前保留還算完整，可以使用平掛式及立掛式養牡蠣，但其同樣在逐年縮小甚至消失中，導致蚵農的養殖空間也被壓縮，牡蠣產業在當地將難以維持。
浮棚式養殖造成的汙染
潟湖的消失造成浮棚式養殖的增加，然而浮棚式養殖的原理是使用保麗龍等浮具使竹竿或塑膠水管浮在海面上，讓蚵串得以24小時沉在水下，提升養殖效率。
過去蚵農較常使用白色的保麗龍，該種保麗龍容易遭風浪破壞與侵蝕進而碎裂成細小碎屑，這些碎屑被海浪拍打上岸後，不僅沿岸生物恐誤食受傷，也會污染沙灘與海洋。即便現在大多數蚵農皆有意識到此問題，且保麗龍的汰換成本也不低，因此多改用較耐用的EPP硬式浮桶，不過EPP硬式浮桶只是較耐用，不代表不會損壞，汙染問題也沒有就此解決，沙洲、海岸上還是有殘留的保麗龍垃圾。
除浮具問題外，蚵棚所需要的竹子也是汙染源之一。這些竹子能被回收的佔少數，更多的是遭遇風雨隨波逐流，使這些竹架成為海洋垃圾。移上岸準備回收的竹子最後也不一定能成功回收，因為有些拾荒者為了維生，燒掉岸上的竹架好取得綁在蚵架上的鐵絲換錢過生活，通常這樣的焚燒行為都是燃燒不完全的狀態，不但會對空氣造成汙染，被燒成灰的竹屑也會影響沿岸環境。即便現在有許多蚵農將竹子替換成塑膠水管，但後續的回收問題仍待討論。
太陽能板對養蚵環境的影響
有些沿海養殖地被規劃為「不利耕作區」，這些地區會因近年來興起的太陽能種電，成為光電商與政府租地的首要目標，致使台南許多牡蠣養殖地區如七股、蘆竹溝等地皆開始有太陽能板與蚵農搶地狀況出現，尤其七股直至今年已有近二分之一將被太陽能板覆蓋，使當地居民至總統府抗議。有些光電商也會直接與居民租地，租金通常是租給蚵農或漁民的十倍以上，因此居民容易改將自己的土地承租給光電商架設太陽能板。
這樣的作法恐會危及台南沿岸的牡蠣產業：首先，建設太陽能板時或多或少土地都會遭受破壞，不只洗刷太陽能板的清潔劑所造成的廢水會有問題，太陽能板的建置會使從魚塭流向下游蚵田的「肥水」被阻擋，牡蠣失去養分來源後成長速度減緩，品質也不佳。第二，太陽能板會反射光，反射出的光會使水溫升高，牡蠣可能因此死亡。
政策的施行沒有與實際情況搭配
目前政府對於浮棚式養殖的環境問題除了要求蚵農的浮棚式蚵棚需造冊，還有另兩個主要政策為「提供較環保的浮具(EPP與EP浮具)、塑膠蚵筏購買補助」及「設立回收站」，這些政策實際的實施效果與現實皆有落差：潟湖、溪流等區的浮棚式蚵棚並不如外海的蚵棚那樣由漁管所管轄，無明確管理者的灰色地帶造成回收漏洞；而為了管制浮棚式蚵棚回收，蚵農登記蚵棚後，回收（此回收包含保麗龍與竹竿）的蚵棚必須符合登記造冊的數量。政府雖然會頒發旗幟以證明這是合法蚵棚，但還是會有非法蚵棚出現，然而智慧蚵棚系統成本太高、一個個取締又過於耗費時間與人力，導致這些非法蚵棚所產生的保麗龍與竹竿等廢棄物回收有無確實完全無從追溯與處置。

## 分類

### 2016年分類
根據2016年的最新分類，本科現分為下列四個亞科：
- 巨牡蠣亚科 Crassostreinae Scarlato & Starobogatov, 1979
  - 巨牡蛎属 Crassostrea
- 牡蠣亚科 Ostreinae Rafinesque, 1815
  - 齿缘牡蛎属 Dendostrea Swainson, 1835
  - 牡蠣屬 Ostrea
  - 掌牡蛎属 Planostrea
- 囊牡蛎亚科 Saccostreinae Salvi & Mariottini, 2016
  - 囊牡蠣屬 Saccostrea
- Striostreinae Harry, 1985
  - Striostrea Harry, 1985
- 亞科地位未定
  - Anomiostrea Habe & Kosuge, 1966
  - Nicaisolopha Vyalov, 1936

### WORMS
現時WoRMS採用的仍然是2006年的分類，包括下列各個亞科與屬：
- 巨牡蠣亚科 Crassostreinae Scarlato & Starobogatov, 1979
  - Genus Angustostrea Vialov, 1936 †
  - 巨牡蛎属 Crassostrea Sacco, 1897：異名有Dioeciostrea Orton, 1928
  - Genus Cubitostrea Sacco, 1897 †
  - Genus Magallana Salvi & Mariottini, 2016
  - Genus Talonostrea X.-X. Li & Z.-Y. Qi, 1994
- Subfamily Flemingostreinae Stenzel, 1971 †
  - Genus Flemingostrea Vredenburg, 1916 †
  - Genus Liostrea Douvillé, 1904 †
- 牡蠣亚科 Ostreinae Rafinesque, 1815
  - 褶牡蛎属 Alectryonella Sacco, 1897
  - Genus Booneostrea Harry, 1985
  - 齿缘牡蛎属 Dendostrea Swainson, 1835
  - Genus Lopha Röding, 1798
  - Genus Nanostrea Harry, 1985
  - 牡蠣屬 Ostrea Linnaeus, 1758
  - 掌牡蛎属 Planostrea Harry, 1985
  - Genus Pustulostrea Harry, 1985
  - Genus Teskeyostrea Harry, 1985

```
 » Genus Alectryonia Fischer von Waldheim, 1807 accepted as Lopha Röding, 1798 (异名)
 » Genus Anodontostrea Suter, 1917 accepted as Ostrea Linnaeus, 1758 (异名)
 » Genus Conradostrea Ward & Blackwelder, 1987 † accepted as Ostrea Linnaeus, 1758
 » Genus Cryptostrea Harry, 1985 accepted as Ostrea Linnaeus, 1758
 » Genus Dendostraea accepted as Dendostrea Swainson, 1835 (misspelling by Sowerby, 1839)
 » Genus Dendrostraea accepted as Dendostrea Swainson, 1835 (misspelling by Swainson, 1840)
 » Genus Dendrostrea accepted as Dendostrea Swainson, 1835 (misspelling by Woodward, 1851)
 » Genus Eostrea Ihering, 1907 accepted as Ostrea Linnaeus, 1758 (异名)
 » Genus Monoeciostrea Orton, 1928 accepted as Ostrea Linnaeus, 1758 (genus name unavailable)
 » Genus Myrakeena Harry, 1985 accepted as Ostrea Linnaeus, 1758
 » Genus Ostracites Picot de Lapeirouse, 1781 † accepted as Ostrea Linnaeus, 1758
 » Genus Ostreola Monterosato, 1884 accepted as Ostrea Linnaeus, 1758
 » Genus Ostreum da Costa, 1776 accepted as Ostrea Linnaeus, 1758 (Unjustified emendation)
 » Genus Pretostrea Iredale, 1939 accepted as Dendostrea Swainson, 1835 (异名)
 » Genus Tiostrea Chanley & Dinamani, 1980 accepted as Ostrea Linnaeus, 1758 (异名)
 » Genus Undulostrea Harry, 1985 accepted as Ostrea Linnaeus, 1758
```

- 囊牡蛎亚科 Saccostreinae Salvi & Mariottini, 2016
  - 囊牡蠣屬 Saccostrea Dollfus & Dautzenberg, 1920
    - 異名計有：Parastriostrea Harry, 1985及Saxostrea Iredale, 1936
- 亚科 Striostreinae Harry, 1985
  - Genus Striostrea Vialov, 1936
- 亞科地位未定
  - Anomiostrea Habe & Kosuge, 1966
  - Nicaisolopha Vyalov, 1936

異名：
- 亚科 Lophinae Vialov, 1936被視為牡蠣亞科 Ostreinae Rafinesque, 1815的異名；
- Ostraea [sic] 被視為牡蠣屬 Ostrea Linnaeus, 1758的異名（拼寫錯誤，見於G.B. Sowerby II (1871)及其他早期文獻）

## 食用

### 历史
唐代的牡蠣已是海中珍饈，肉稱“蠣房”、“蠔房”。韩愈有《初南食貽元十八協律》詩“蠔相黏为山，百十各自生。”
宋代苏颂说“南海闽中龙多，皆附石而生，磈磊相连如房，呼为蛎房，初生只如拳石，四面渐长至一二文者，崭岩如山，俗呼蠔山。”劉子翬《食蠣房》詩：“江瑤貴一柱，嗟豈棟梁質。”
南宋陆游有《绍兴中予初仕为宁德主簿与同官饮酒食蛎房甚》詩：“同寮飛酒海，小吏擘蠔山。”
北宋绍圣年间，大文豪苏东坡被贬雷琼，在湛江地区停留，曾尝过湛江生蚝的美味，而留下难忘印象，记载于史册。故有“兴会不可无诗酒，盛筵当须有肥蚝”之千古佳句流传于世至今。
元代柳貫有“鷁首去乘潮浪白，蠣房催出酒波紅”詩詠。明朝時牡蠣有“西施乳”之稱。
李时珍《本草纲目·介二·海月》載：“《王氏宛委録》云：‘奉化县四月南风起，江珧一上，可得数百。如蚌稍大，肉腥韧不堪。惟四肉柱长寸许，白如珂雪，以鷄汁瀹食肥美。过火则味尽也。’”
郁达夫说：“福州海味，在春三二月间，最流行而最肥美的要算来自长乐的蚌肉，与海滨一带的蛎房。”

### 食法

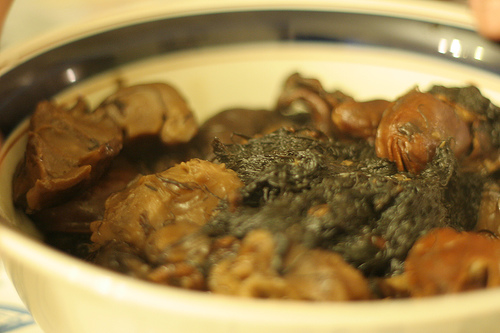
廣東賀年食品「發財好市」，即髮菜及蠔豉

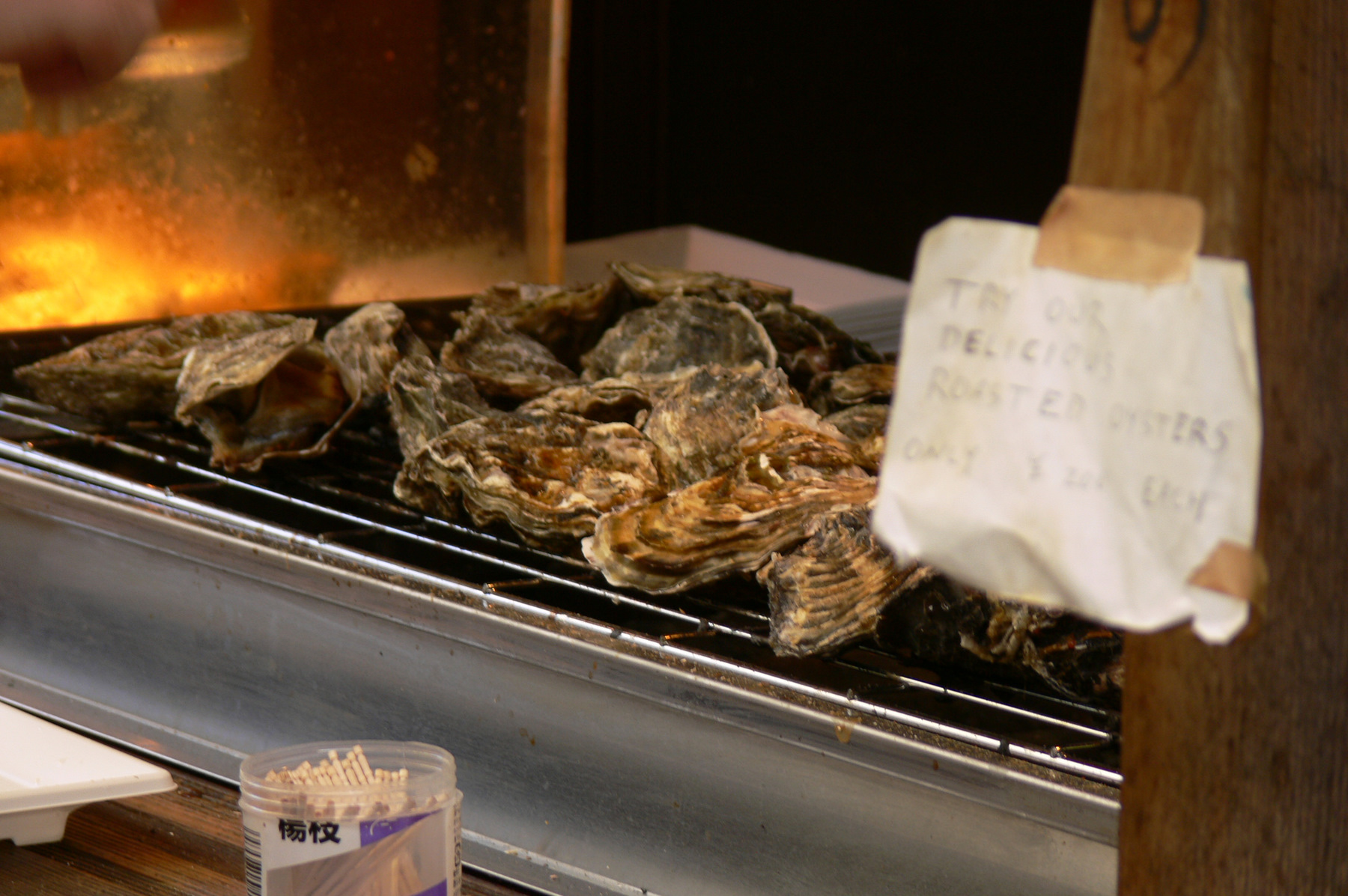
严岛烤生蠔

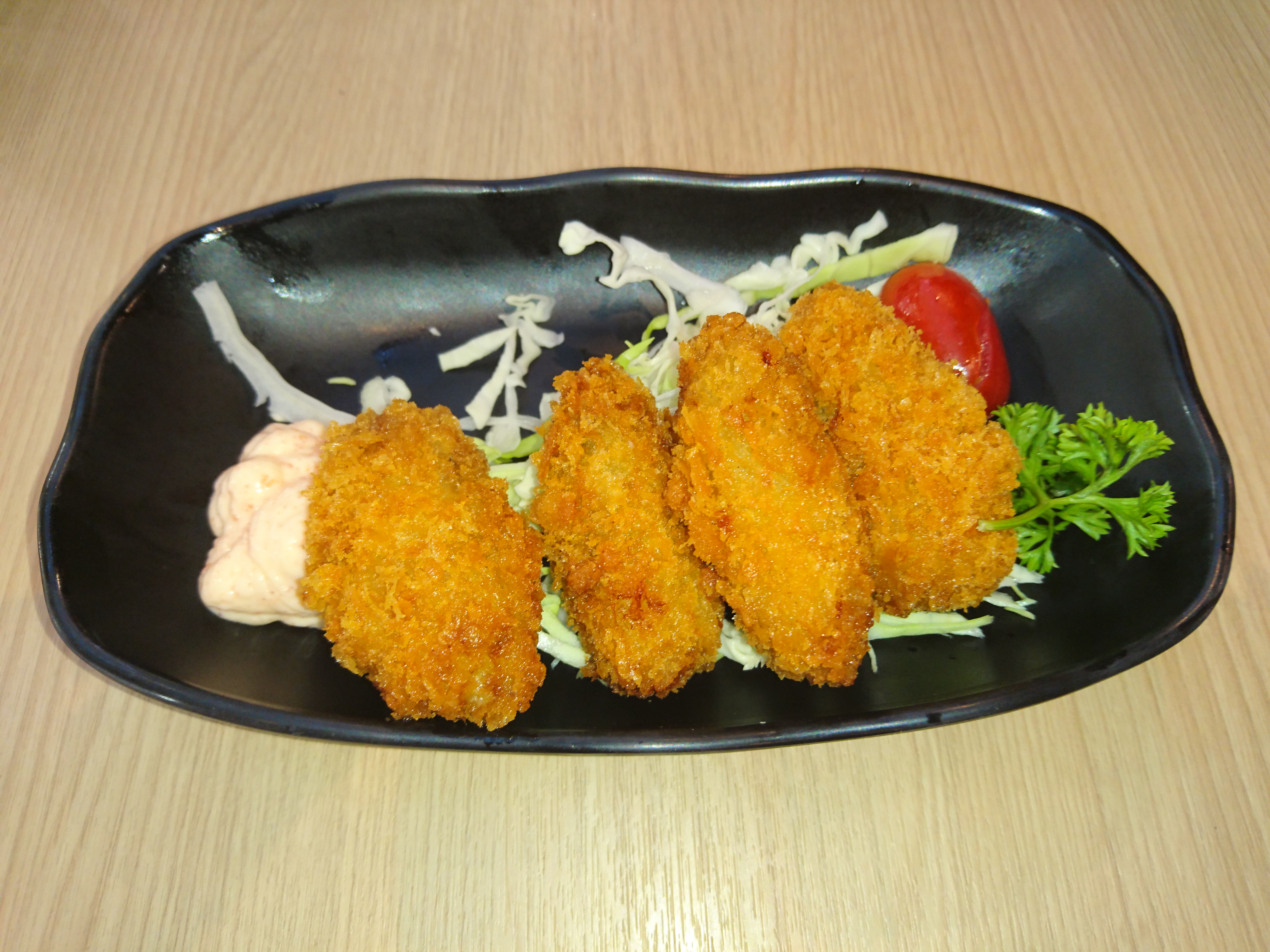
吉列炸蠔

- 生食，佐以檸檬汁、辣汁或鸡尾酒醬汁等，在法国、美国、澳洲以及越南常見。
- 熟食，以食鹽、焗烤、煮湯、酥炸等，常見於臺灣、日本、韓國、中国大陆等地。
- 晾晒制品，常見於中国广州及周边地区。

#### 食用季節
傳說在5至8月不宜生食牡蠣。事實是當時正值牡蠣的繁殖季節，食用5至8月的新鮮牡蠣不會對健康有影響，只是肉質較差。是時由於天氣原因、海水溫度高，導致海水生菌數上升，微生物繁殖可能也更快，其中像大腸桿菌極可能超標，導致生食或加熱不完全食用後腹瀉、食物中毒。英國國會亦有相關立法保護。

#### 晾晒制品
- 蠔乾：将牡蛎曝晒或烘干制成。制成后可常温或置于冰箱中长期保存。在广东省江门市台山大广海湾渔民称之为“金蠔”。

#### 中華料理
- 煎炸料理
  - 蛎饼：用蛎肉和麵粉制成圓形的油炸食品，福州、莆田等地風味小吃。
  - 蚵仔煎：牡蛎混合番薯粉、酱油、青蒜或韭菜成糊状，加以煎制，加入鸡蛋，并佐以蒜蓉辣椒酱。在闽南（厦门、泉州、漳州）等地非常流行的風味名小吃。
  - 蚵嗲或蚵仔炸：和蚵仔煎原料类似，只是用炸的方式完成。在闽南（厦门、泉州、漳州）等地非常流行的風味名小吃。
  - 炸蚵仔：又称炸蚵仔酥、蚵酥，牡蛎裹地瓜粉或太白粉后，入锅油炸。闽南小吃。
  - 碳燒生蠔：原隻生蠔開邊，放置炭火之上，蠔殼上水份燒乾之際加入預製蒜蓉（蒜蓉加食用油）烤至調料沸騰，即可食用。有的也会加入事先泡发好的粉丝一同烤制。
- 麪粥湯點
  - 蠔乾粥：晾曬8成乾的蠔乾、兩次去殼的粳米米芯、豬大骨頭熬煮的鈣質豐富的高湯以及自家調味品精製而成，在闽南（厦门、泉州、漳州）等地非常流行的風味名小吃。
  - 蚵仔麵線：牡蛎汤裹太白粉后，加上猪大肠，猪血，豆干与面线等合煮。在闽南（厦门、泉州、漳州）等地非常流行的風味名小吃。
  - 蚝羹：在厦门的闽南语中称为：ô-á lǐn。 可以只是牡蛎加太白粉，也可以采用和蚵仔煎类似原料，只是在大锅水滚后，以小匙的方式分别加入锅中（需防止锅中水温极速冷却），成品热汤羹中加入姜丝和胡椒粉。
- 蠔油
- 燒烤
- 曬成蠔豉

#### 臺灣料理
- - 蚵仔煎：牡蠣和混合番薯粉加水加以煎製，並加入青菜、雞蛋，並佐以醬料。臺灣、閩南小吃。
  - 蚵嗲（台語稱為）：又稱蚵仔炸、蚵仔嗲，主要材料有牡蠣、豬絞肉、韭菜末、高麗菜末、芹菜末、五香粉和少許胡椒粉等，再加以油炸。臺灣、閩南小吃。
  - 蚵仔酥：又稱蚵仔炸、炸蚵仔酥、蚵酥，牡蠣裹地瓜粉或太白粉後，入鍋油炸。臺灣小吃。
  - 蚵仔包：以麵皮包裹冬粉、雞蛋、牡蠣、韭菜等餡料油炸製成，食用時可沾少許辣椒醬、醬油膏或胡椒粉提味。臺灣小吃，產於嘉義縣布袋鎮。
  - 蚵仔麵線：牡蠣湯裹太白粉後，加上豬腸與麵線合煮，另有加大腸麵線。臺灣小吃。
  - 蚵仔湯：牡蠣與薑絲混煮成湯，後加入九層塔壓味，為臺灣著名菜式。

#### 日本料理
日本為了防止食用牡蠣造成食物中毒，早期食用前均先加熱再吃。明治維新自歐美引入生食文化後，民眾生食後常導致食物中毒，故產業界逐漸發展出以紫外線殺菌的方式殺菌。一般於食物中毒的症狀有牡蠣毒、細菌（腸炎細菌、大腸菌）等。
- 以生烤方式食用。
- 生曬蠔豉即是在陽光下曬乾鮮蠔。乾蠔豉則使用風乾的方式，主要來自日本和韓國。半乾濕蠔豉是先把蠔煮熟及過冷河，再將其風乾而成。
- 由於現在冷凍技術的進步，也開始有料理店從牡蠣產地運輸，將牡蠣捏製成壽司或者是油炸。

#### 西式熟食
- 煙燻和油炸（美國常用）。
- 牡蛎穷孩儿三明治在美国的路易斯安娜州非常有名。

## 其他用途

### 藥用
在漢方中使用牡蠣殼為藥材，磨為粉末。
功效主要有：
- 平肝潛陽、鎮靜安神：類似石決明功效
- 軟堅散結：對於痰核瘀結的團塊有消散作用
- 收斂固澀：如用於汗出不止时斂汗

用法上分為生牡蠣（殼）與熟牡蠣（殼）兩種。收斂固澀，用熟牡蠣；其他則生用。
軟堅散結多與玄參、貝母搭配，鎮靜安神多與龍骨搭配，如柴胡加龍骨牡蠣湯。很多方面的作用和龙骨接近，或许可成为龙骨的代用品。
牡蠣殼成分以碳酸鈣為主，其他成份有磷、鎂、鋁矽酸鹽、鐵氧化物等。熟牡蠣中之碳酸鈣多轉為氧化鈣，亦可用作制酸劑。
牡蛎富含铁、锌、镁和维生素B12，而且其中大部分脂肪是欧米茄-3脂肪酸的形式，它提供了一系列的健康益处，例如改善大脑和心脏健康。

### 建築用途
磨光後可舖窗戶，燒成灰可砌牆（澳門舊城牆遺址亦以此建成），唐刘恂《岭表异录》说：“卢亭者，卢循背据广州，既败，余党奔入海岛野居，惟食蚝蛎，垒壳为墙壁。”宋朝方勺《泊宅编》卷二：“蔡襄守泉州，因故基修石桥……十八年桥乃成，即多取蛎房，散置石基，益胶固焉。”又澳門一村落，名燒灰爐，亦由此而來。香港海下灣的石灰瑤曾經大量出產殼灰來建房子；在整個西貢半島也有多條村以「灰窰下」作村名，可見以蠔殼製灰在當年是多麼興盛。也有直接利用蚝壳建造的蚝壳屋。
深圳地铁11号线的福永站也用蚝壳对墙壁进行装饰。

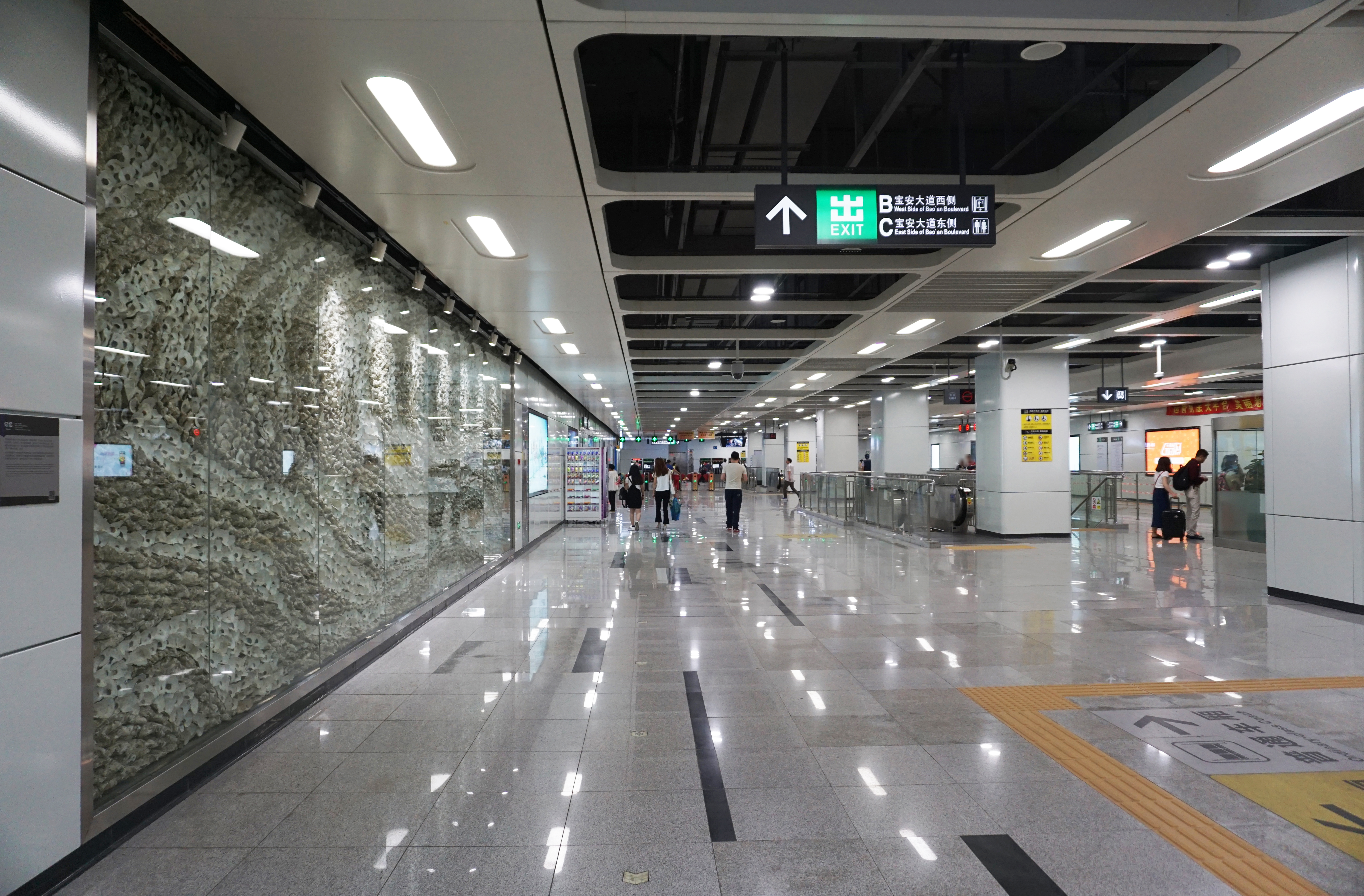
深圳地铁福永站内的蚝壳装饰的墙壁

在珠海斗門區斗門鎮南門村的趙氏家祠菉綺堂亦有一面以蠔殼砌成的牆。

此外，由於牡蠣殼的主要成分為碳酸鈣，因此澎湖試著將它的粉末以5%的比例，將其混入進水泥裡，取代水泥裡面原本的石灰石粉末的5%，作為牡蠣殼廢棄物的減量去處。

### 改善海岸水質
蠔以吃浮游生物維生，並會吸附細菌，使海水變得清潔；一隻蠔每天就能夠淨化四百公升的海水。牡蠣會吸收汙染海水中的銅離子，呈現綠色的外表。人類吃了受污染的蠔，有機會患病，甚至死亡。

## 圖庫

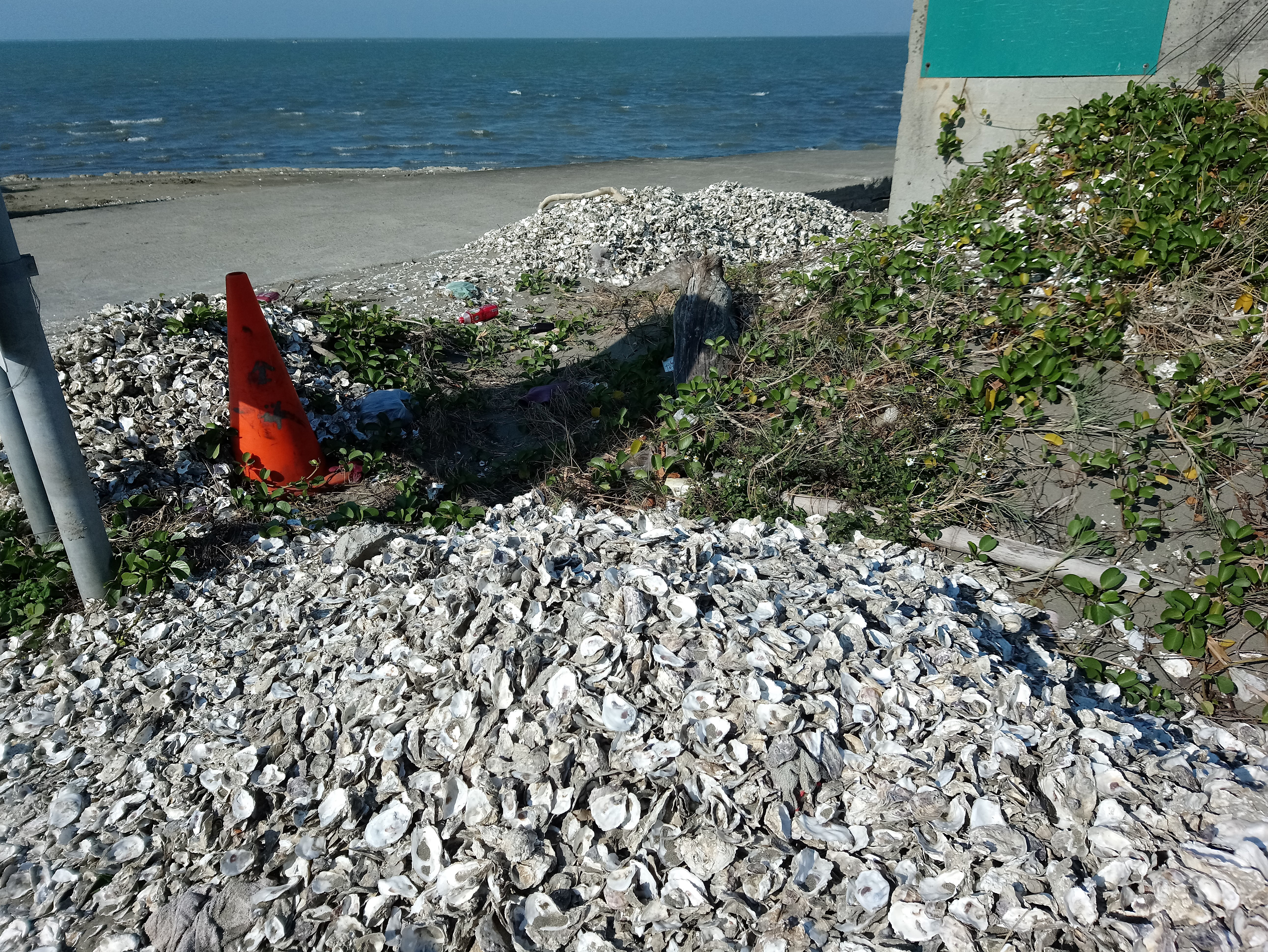
臺灣新竹市海山漁港內丟棄的蚵殼。
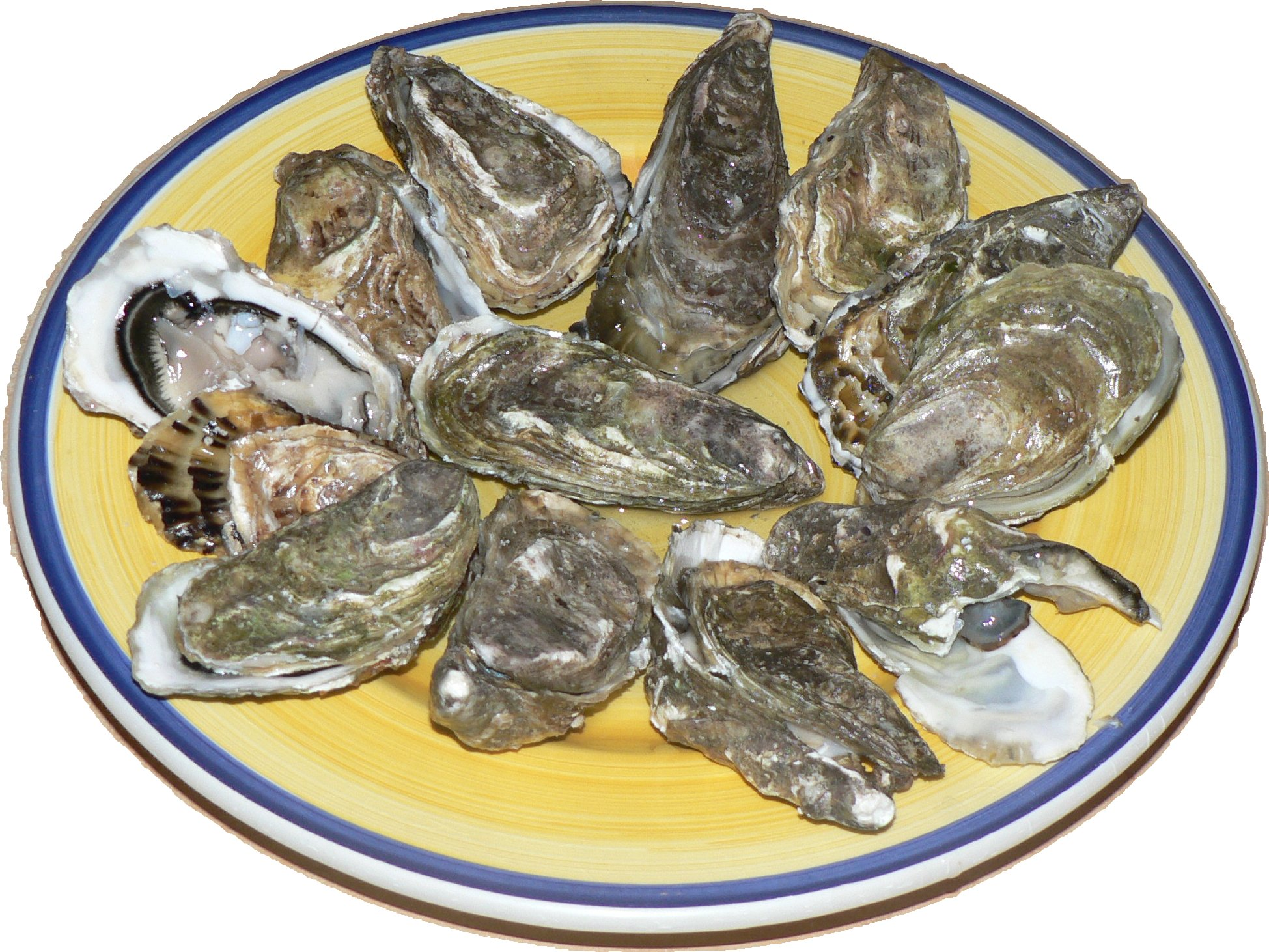
盤上展示的生牡蠣
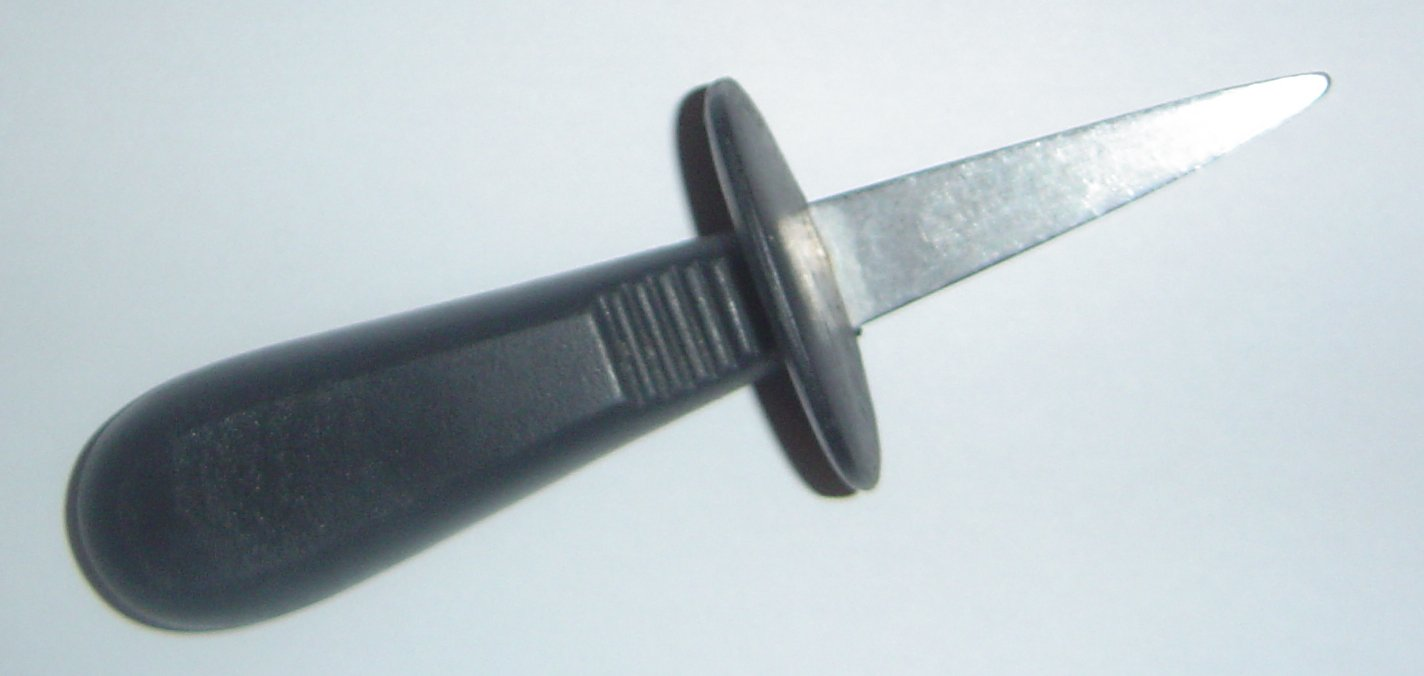
開蠔刀
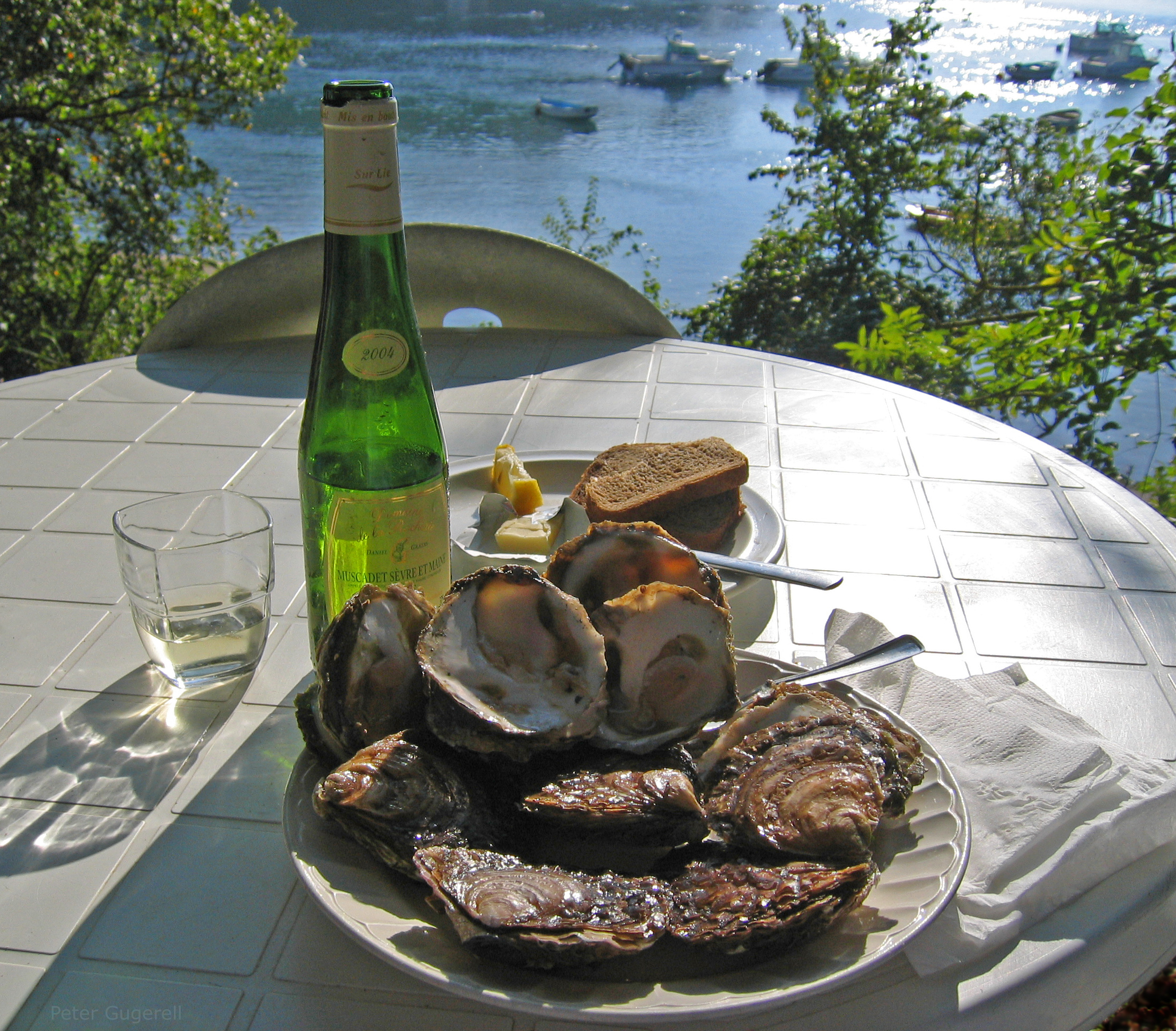
法國銅蠔
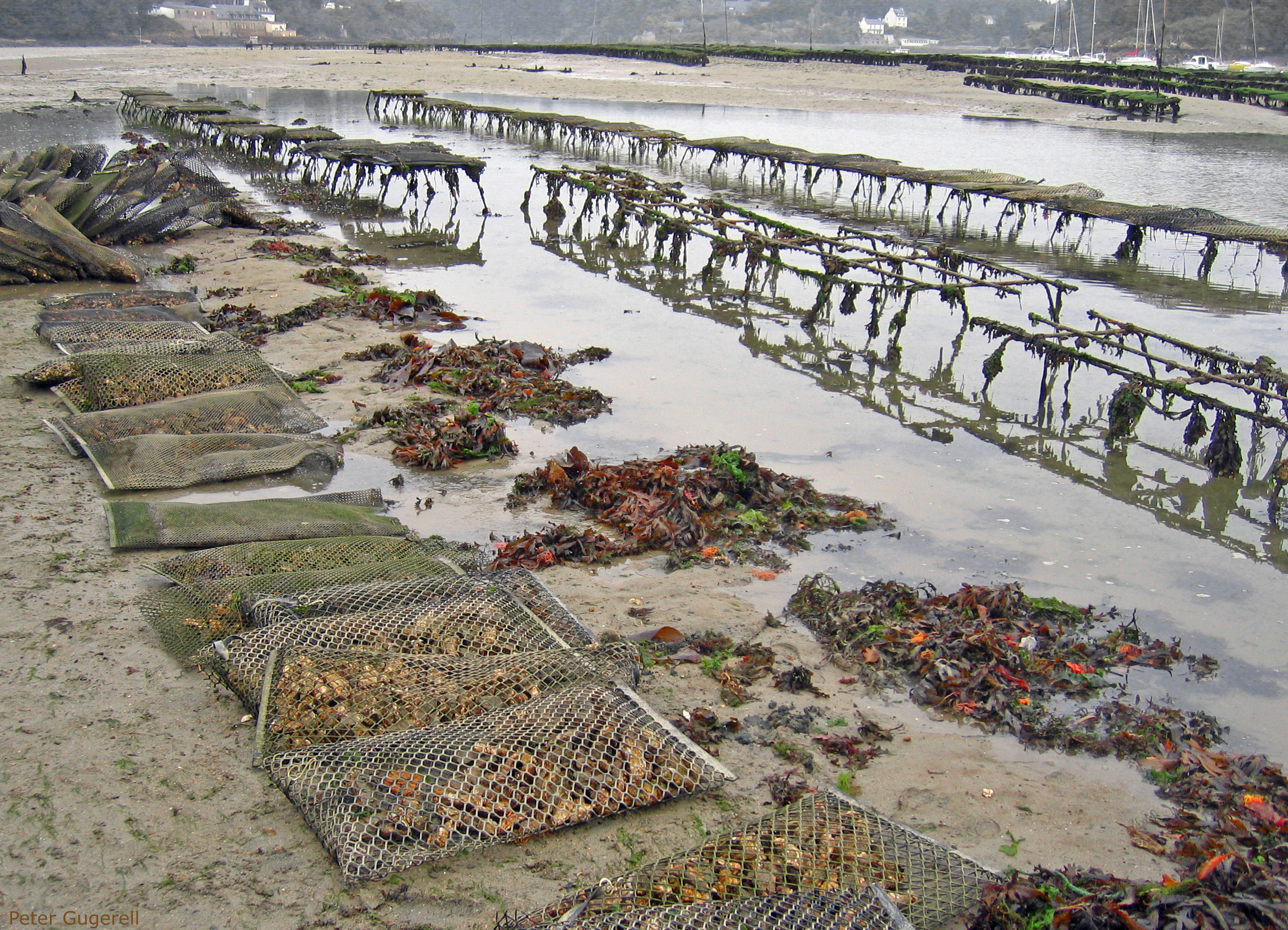
法國養蠔場
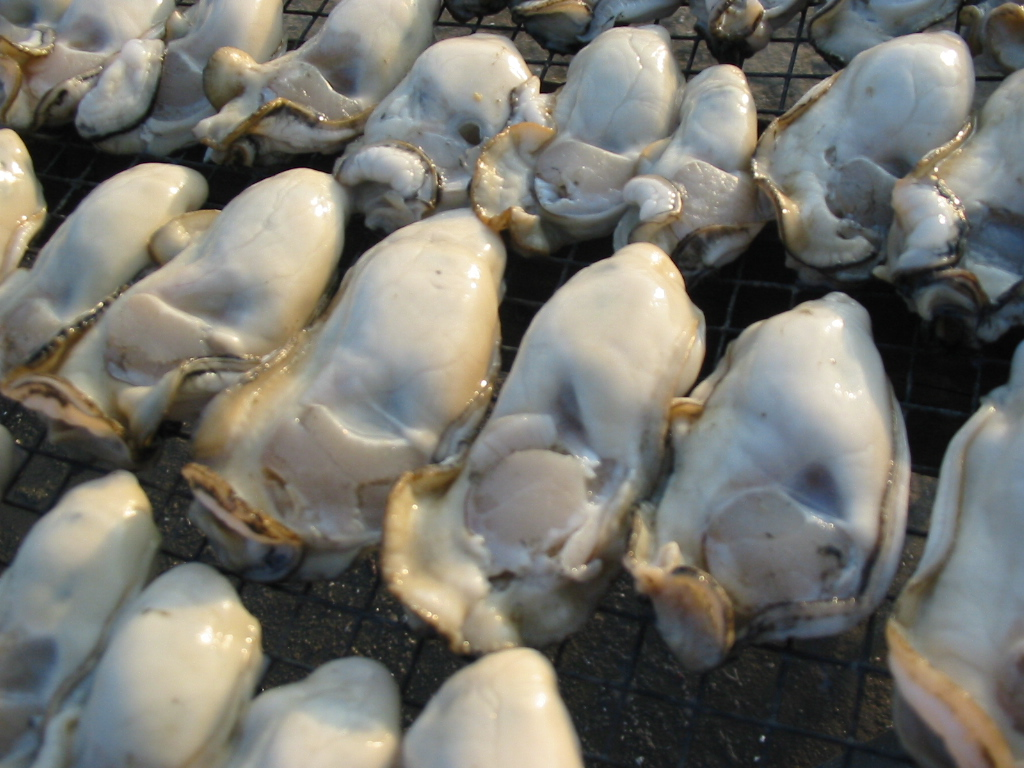
待曬乾的鮮蠔